# Nuno Soares de Grijó
Nuno Soares de Grijó (morto depois de 1157) foi um fidalgo e Rico-homem do Condado Portucalense foi Senhor de Grijó e patrono do Mosteiro de Grijó.

## Relações familiares
Foi filho de Soeiro Fromarigues e de Elvira Nunes "Aurea". Casou por duas vezes, a primeira antes de 1112, com Urraca Midiz. Em 1117, já estava casado com Elvira Gomes (morta entre Maio e Dezembro de 1157).
Os filhos de Nuno Soares, provavelmente de seu segundo matrimónio, foram:
- Sancha Nunes de Grijó (m. depois de 1144) casou antes de 1141 com Pedro Guterres ou Godins,[3]
- Teresa Nunes de Grijó, em 1144 aparece doando bens ao Mosteiro de Grijó,[3]
- Pedro Nunes de Grijó, documentado a primeira vez em 1121, casou antes de 1158 com com Toda Randulfez,[3]
- Maria Nunes de Grijó, provavelmente a única filha de Nuno Soares com descendência. Segundo José Mattoso, casou com Sarracino Viegas "Espinha" ou com Fernando Gonçalves, filho de Gonçalo Eriz. Segundo o Livro de Linhagens, foi a esposa de Monio Osorez de Cabreira, no entanto, Sotto Mayor Pizarro diz que "Não deixa, contudo, de ser também una hipótese".[4]